# Rowan Barrett
Pour les articles homonymes, voir Barrett.
Rowan Art Barrett, né le 24 novembre 1972 à Scarborough (Canada), est un joueur canadien de basket-ball, évoluant au poste d'intérieur. Il mesure 1,97 m.

## Biographie
Il est le père de R. J. Barrett, joueur professionnel de basket-ball sélectionné en 3e position de la draft 2019 de la NBA.
Barrett est aussi manager général (chargé de la haute performance) de l'équipe du Canada (en 2024).

## Carrière

### Universitaire
- 1992-1996 : St John’s University (NCAA I)

### Professionnelle
- 1997 - 1998 :  CB Lucentum Alicante (LEB)[1]
- 1998 - 1999 :  Boca Juniors (première division)
- 2000 - 2001 :
  -  Keravnos Keo (première division)
  -  Cocodrilos de Caracas (LPB)
- 2001 - 2002 :
  -  Dafni
  -  Maccabi Rishon LeZion (première division)
- 2002 - 2003 :
  -  Hapoël Haïfa (première division)
  -  Ramat Hasharon (première division)
  -  Cocodrilos de Caracas (LPB)
- 2003 - 2005 :  Dijon (Pro A)
- 2005 - 2006 :  Cantù (LegA)
- 2006 - 2007 :  ASVEL Villeurbanne (Pro A)
- 2007 - 2008 :  Chalon-sur-Saône (Pro A)

## Palmarès
- Vainqueur de la semaine des as en 2004
- Meilleur marqueur du championnat israélien en 2002
- Meilleur marqueur du championnat de France en 2004-2005

## Équipe nationale
- International canadien

- - Jeux olympiques en 2000 (Sydney, Australie)
  - Championnat du monde en 1998 (Athènes, Grèce) et 2002 (Indianapolis, États-Unis)
  - Tournoi des Amériques en 2003 (San Juan, Porto Rico)
  - Jeux Panaméricains en 1999 (Winnipeg, Canada) et 2003 (Saint Domingue, République dominicaine)